# San Pablo de Lípez
San Pablo de Lípez är en ort i Bolivia.   Den ligger i departementet Potosí, i den södra delen av landet, 300 km söder om huvudstaden Sucre. San Pablo de Lipez ligger 4 240 meter över havet och antalet invånare är 221.
Terrängen runt San Pablo de Lipez är huvudsakligen kuperad, men västerut är den platt. Trakten runt San Pablo de Lipez är nära nog obefolkad, med mindre än två invånare per kvadratkilometer.. Det finns inga andra samhällen i närheten. 
Omgivningarna runt San Pablo de Lipez är i huvudsak ett öppet busklandskap.